# Vesperus creticus
Vesperus creticus là một loài bọ cánh cứng trong họ Cerambycidae.